# Liste d'aliments toxiques pour les chiens
Cette page présente une liste d'aliments toxiques pour les chiens augmentée d'une liste de végétaux toxiques.

## Aliments par ordre alphabétique

### A
- abricot[1]
- ail[2]
- alcool[3]
- avocat[3]

### C
- café[2]
- chocolat[3]
- ciboulette[2]
- citron[1]

### D
- Drupes[1]

### H
- houblon[2]

### L
- lait et produits dérivés[1]
- levure[1]

### M
- maïs[4]

### N
- nectarine[1]
- noix de Macadamia[2]

### O
- oignons[3]

### P
- pêche[1]
- poireau[2]

### R
- raisin[3]
- rhubarbe (oxalate de calcium)[5]

### T
- thé[2]

### X
- xylitol (substitut du sucre)[2]

## Végétaux toxiques pour les chiens
Des plantes familières sont également toxiques pour les chiens, parmi lesquelles :
- Aloe vera
- Laurier-rose
- Les morelles et notamment la morelle noire « tue-chien »
- Lierre grimpant
- Crassula ovata
- Dieffenbachia (oxalate de calcium)
- Monstera deliciosa
- Epipremnum aureum
- Ficus benjamina
- Dragonnier de Madagascar
- Zamioculcas zamiifolia
- Petite Ciguë (conine)
- Sarrasin commun
- Ricin commun
- Caladium bicolor
- Dracaena fragrans[6]
- Yucca gigantea[5]
- Cannabis[7]